# Перемикач (роман)
«Перемикач» (англ. The Trigger) — науково-фантастичний роман Артура Кларка та Майкла П. К'юба-Макдавелла, написаний 1999 року. Роман є спробою вивчити соціальний вплив технологічних змін.

## Сюжет
Події «Перемикача» розгортаються в період з початку до середини XXI століття. Група вчених винайшла, випадково, пристрій, який детонує всю вибухову речовину на основі нітрату навколо нього, забезпечуючи таким чином надійний захист від найвідоміших сучасних звичайних озброєнь. У першій половині книги розглянуто реакції суспільства, уряду та самих учених, які намагаються забезпечити, щоб їх винахід використовувався лише для мирних цілей. Водночас на перших порах доцільно використовувати інші прилади для пристрою, такі як бездоганний детонатор на відстані. У романі також простежується повільний прогрес учених у розумінні розвитку науки, після появи їх винаходу. Друга половина книги починається тоді, коли науковці зрозуміли, що може бути побудований і другий пристрій — той, який не підриває вибухові речовини, а лише робить їх нешкідливими. Книга завершується тим, що вчені відкривають ще одну властивість свого пристрою — гіпермерна імпульсна хвиля може бути налаштована на боротьбу з дуже специфічною ДНК, що робить пристрій вбивцею.